# Масонские ландмарки
Масонские ландмарки представляют собой перечень принципов, которые многие вольные каменщики провозглашают как «древние и неизменные заповеди масонства». Вопросы «регулярности» великой ложи или великого востока оцениваются с точки зрения соблюдения ландмарок. Поскольку каждая великая ложа является самоуправляемой, без вышестоящего органа, осуществляющего полномочия всего масонства, то толкование этих принципов может различаться, что приводит к конфликтам, связанным с признанием. Разные великие ложи имеют разные масонские ландмарки.

## Происхождение
Согласно Перси Джанц, масонский термин «ландмарка» имеет библейское происхождение. Он ссылается на книгу Притчей 22:28: «Не передвигай межи давней, которую провели отцы твои», имея в виду каменные столбы, которыми отмечали границы территорий. Далее он цитирует еврейский закон: «Да не свергнешь ты отметки земельные соседей твоих, с давних времён оставленных ими в наследие Тебе», подчёркивая, что эти вехи связаны с наследством.
Марк Табберт считает, что действующие правила и положения, изложенные в ранних масонских ландмарках, происходят от уложений средневековых каменщиков.

## История
Согласно общему регламенту, опубликованному Первой великой ложей Англии в 1723 году:
Каждая ежегодная ассамблея великой ложи обладает сама по себе властью и правом составлять новый регламент или изменять настоящий регламент, во неоспоримое благо сего древнего братства, при условии, чтобы во всякое время неукоснительно сохранялись древние ландмарки.
 Но сами ландмарки никак не описывались. Первый шаг в этом направлении был сделан в «Законоведении вольного каменщичества» в 1856 году доктором Альбертом Макеем. Он сформулировал три необходимых характеристики:
1. незапамятной давности
2. универсальности
3. абсолютной «неизменности»

Он утверждал, что всего было 25 ландмарок, и что они неизменны. Однако у последующих авторов ландмарки сильно отличались от маккеевских, так как сами авторы имели о них своё представление. В 1863 году Джордж Оливер опубликовал «Масонские ценности», в которых он перечислил 40 ландмарок. В прошлом веке несколько американских Великих лож попытались изложить свои ландмарки, от Западной Вирджинии (7) и Нью-Джерси (10) до Невады (39) и Кентукки (54) .

Джозеф Форт Ньютон, в «Строителях» (The Builders), предлагает простое определение ландмарок, как:
Отцовство Бога, братство людей, моральный закон, золотое правило, и надежду на жизнь вечную.
Роско Паунд выделял шесть ландмарок:
1. Вера в Высшую Сущность
2. Вера в бессмертие души
3. «Книга священного закона», как неотъемлемая часть «убранства» ложи
4. Легенда третьего градуса
5. Тайны масонства: способы признания и символический ритуал ложи
6. Масоном может быть мужчина, свободный и совершеннолетний.

В 1950-х годах «Комиссия по информации по признанию конференции великих мастеров Северной Америки» поддержала три «древние ландмарки»:
1. Монотеизм — неизменная вера в Бога.
2. Книга Священного Закона — основная часть убранства ложи.
3. Запрет на обсуждение религии и политики в ложе.

## 25 ландмарок Альберта Макея
Наиболее полный список масонских ландмарок, определяющих отличия масонства от любой другой организации посвятительного или иного рода, приведены видным масонским историком и правоведом Макеем в его учебнике «Основы масонского права»:

1. Опознавательные знаки и слова.
2. Деление символического масонства на три градуса.
3. Легенда третьего градуса.
4. Братством управляет председательствующий офицер, называющийся великим мастером и избирающийся из состава братьев.
5. Великий мастер обладает правом председательствовать на любом собрании братства, где бы и когда бы оно ни проходило.
6. Великий мастер обладает властью даровать право открытия ложи и проведения в ней работ.
7. Великий мастер обладает правом давать разрешение на посвящение какого-либо брата в какой-либо градус без соблюдения обусловленных традицией сроков.
8. Великий мастер обладает правом проводить посвящение в братство без соблюдения обычной процедуры.
9. Масоны должны собираться в ложах.
10. Когда братья собираются в ложе, ими должны руководить досточтимый мастер и два стража.
11. Во время собрания любой ложи она должна соответствующим образом охраняться.
12. Каждый масон имеет право на представительство в любых общих собраниях братства, а также соответствующим образом инструктировать своих представителей.
13. Каждый масон имеет право апеллировать по поводу решения своих братьев к великой ложе или всеобщей ассамблее франкмасонов.
14. Каждый масон имеет право посещать и присутствовать на собраниях любой регулярной ложи.
15. Ни один посетитель, не известный присутствующим братьям, или кому-то одному из них, не имеет права входа в ложу, пока не пройдет опрос или экзамен в соответствии с древними традициями.
16. Никакая ложа не имеет права вмешиваться во внутренние дела другой ложи или же присваивать градусы братьям-членам других лож.
17. Каждый масон обязан повиноваться масонскому законодательству своей юрисдикции (по месту жительства) вне зависимости от того, состоит он в какой-либо ложе или нет.
18. Кандидаты на посвящение в Братство должны отвечать определённым требованиям.
19. Вера в существование Бога, называемого «Великий Архитектор Вселенной».
20. Вера в возрождение к грядущей жизни.
21. Книга священного закона является неизменной, незаменимой и неотъемлемой частью убранства любой ложи.
22. Равенство масонов.
23. Тайна организации.
24. Основание спекулятивной (умозрительной) науки на оперативных (действенных) началах, а также символическое использование и объяснение терминов данного ремесла ради обучения религиозным и нравственным принципам.
25. Эти ландмарки неизменны.

Традиционно принято считать, что масонские ландмарки как базовые признаки масонской регулярности основаны на «Древних заповедях», взятых из первых масонских манускриптов, на «Конституциях Андерсона 1723 года» и «первом общем регламенте Джорджа Пейна 1720 года», составленных для «Первой великой ложи Англии». Однако существует также подтверждённое историческим опытом мнение, что масонские ландмарки представляют собой совокупность наработанных опытом практической масонской работы правил, которые для каждой масонской юрисдикции — относительны. Доказательством этого может служить то, что в каждой масонской юрисдикции список признаваемых ей масонских ландмарок — собственный.

## Цитаты
Первый великий долг, не только каждой ложи, но и каждого масона, — следить за тем, чтобы ландмарки ордена никогда не нарушались. Альберт Макей